# Coupe de Biélorussie de football 2001-2002
Navigation
Coupe de Biélorussie 2000-2001 Coupe de Biélorussie 2002-2003
La Coupe de Biélorussie 2001-2002 est la 11e édition de la Coupe de Biélorussie depuis la prise d'indépendance du pays en 1991. Elle prend place entre le 15 août 2001 et le 26 mai 2002, date de la finale au stade Dinamo de Vitebsk, qui constitue ainsi la première finale à se jouer hors de la capitale nationale Minsk.
Un total de 36 équipes prennent part à la compétition, qui inclut exclusivement les clubs participants à la saison 2001 des trois premières divisions biélorusses. Plusieurs équipes de deuxième et troisième division refusent cependant de participer au tournoi pour des raisons financières.
La compétition suivant un calendrier sur deux années, contrairement à celui des championnats biélorusses qui s'inscrit sur une seule année, celle-ci se trouve de fait à cheval entre deux saisons de championnat ; ainsi pour certaines équipes promues ou reléguées durant la saison 2001, la division indiquée peut varier d'un tour à l'autre.
Le FK Homiel remporte sa première coupe nationale à l'issue de la compétition au détriment du BATE Borisov. Cette victoire permet au club de se qualifier pour le tour préliminaire de la Coupe UEFA 2002-2003.

## Premier tour
| Date         | Locaux                 | Score                | Visiteurs                  |
| ------------ | ---------------------- | -------------------- | -------------------------- |
| 15 août 2001 | RUOR Minsk (D3)        | 0 - 1                | (D2) Torpedo Jodzina       |
| 15 août 2001 | SKAF Minsk (D3)        | 2 - 0                | (D2) FK Rahatchow          |
| 15 août 2001 | Lokomotiv Minsk (D3)   | 2 - 0                | (D2) Nioman Masty          |
| 15 août 2001 | FK Smarhon (D3)        | 0 - 0 ap (4 - 2 tab) | (D2) Keramik Biaroza       |
| 15 août 2001 | Veras Niasvij (D3)     | 2 - 0                | (D2) Svisloch Assipovitchy |
| 15 août 2001 | Zaboudova Tchysts (D3) | 0 - 2                | (D2) Granit Mikachevitchy  |
| 15 août 2001 | Pinsk-900 (D3)         | 2 - 1 ap             | (D2) FK Lida               |
| 15 août 2001 | FK Staryïa Darohi (D3) | 0 - 1 ap             | (D2) Khimik Svietlahorsk   |
| 15 août 2001 | FK Baranavitchy (D3)   | forfait              | (D2) FK Orcha              |

## Seizièmes de finale
Les équipes de la première division 2001 font leur entrée à partir de ce tour.
| Date         | Locaux                       | Score    | Visiteurs                      |
| ------------ | ---------------------------- | -------- | ------------------------------ |
| 26 août 2001 | Torpedo-Kadino Mahiliow (D2) | 2 - 3    | (D1) Naftan Novopolotsk        |
| 26 août 2001 | Zvyazda-VA-BDU Minsk (D2)    | 0 - 1    | (D1) Dniepr-Transmach Mahiliow |
| 26 août 2001 | FK Baranavitchy (D3)         | 1 - 1    | (D1) Lokomotiv-96 Vitebsk      |
| 26 août 2001 | Granit Mikachevitchy (D2)    | 1 - 2    | (D1) Dinamo Brest              |
| 26 août 2001 | Veras Niasvij (D3)           | 1 - 2    | (D1) Slavia Mazyr              |
| 26 août 2001 | Khimik Svietlahorsk (D2)     | 2 - 1    | (D2) Torpedo Jodzina           |
| 26 août 2001 | Pinsk-900 (D2)               | 1 - 2 ap | (D3) Lokomotiv Minsk           |
| 26 août 2001 | FK Smarhon (D3)              | 0 - 3    | (D1) Torpedo-MAZ Minsk         |
| 26 août 2001 | Kommounalnik Slonim (D2)     | 1 - 3    | (D1) Vedrytch-97 Retchytsa     |
| 26 août 2001 | BATE Borisov (D1)            | 6 - 0    | (D3) SKAF Minsk                |
| 26 août 2001 | Daryda Minsk Rayon (D2)      | 0 - 1    | (D1) Chakhtior Salihorsk       |

## Huitièmes de finale
| Date            | Locaux                         | Score    | Visiteurs                  |
| --------------- | ------------------------------ | -------- | -------------------------- |
| 14 octobre 2001 | Torpedo-MAZ Minsk (D1)         | 1 - 2    | (D1) BATE Borisov          |
| 14 octobre 2001 | Chakhtior Salihorsk (D1)       | 2 - 1    | (D1) Nioman-Belkard Hrodna |
| 14 octobre 2001 | FK Homiel (D1)                 | 2 - 1    | (D1) Maladetchna-2000      |
| 14 octobre 2001 | Naftan Novopolotsk (D1)        | 0 - 1 ap | (D1) Dinamo Minsk          |
| 14 octobre 2001 | Dinamo Brest (D1)              | 4 - 0    | (D1) FK Baranavitchy       |
| 14 octobre 2001 | Slavia Mazyr (D1)              | 2 - 1 ap | (D1) Vedrytch-97 Retchytsa |
| 14 octobre 2001 | Khimik Svietlahorsk (D2)       | 3 - 0    | (D1) Belchina Babrouïsk    |
| 14 octobre 2001 | Dniepr-Transmach Mahiliow (D1) | 0 - 1    | (D3) Lokomotiv Minsk       |

## Quarts de finale
Les matchs aller sont joués le 25 avril 2002 tandis que les matchs retour sont joués le 2 mai 2002.
| Équipe 1                 | Score             | Équipe 2          | Aller | Retour   |
| ------------------------ | ----------------- | ----------------- | ----- | -------- |
| Lokomotiv Minsk (D2)     | 1 - 5             | (D1) Dinamo Brest | 0 - 1 | 1 - 4    |
| Chakhtior Salihorsk (D1) | 1E - 1            | (D1) Slavia Mazyr | 0 - 0 | 1 - 1    |
| Khimik Svietlahorsk (D2) | 1 - 6             | (D1) BATE Borisov | 1 - 1 | 0 - 5    |
| FK Homiel (D1)           | 2 - 2 (3 - 2 tab) | (D1) Dinamo Minsk | 1 - 1 | 1 - 1 ap |

## Demi-finales
Les matchs aller sont joués le 10 mai 2002 tandis que les matchs retour sont joués le 18 mai 2002.
| Équipe 1                 | Score | Équipe 2          | Aller | Retour |
| ------------------------ | ----- | ----------------- | ----- | ------ |
| Chakhtior Salihorsk (D1) | 0 - 4 | (D1) BATE Borisov | 0 - 2 | 0 - 2  |
| Dinamo Brest (D1)        | 1 - 2 | (D1) FK Homiel    | 1 - 1 | 0 - 1  |

## Finale
| Entraîneur :    |
| Sergueï Podpaly |

| Entraîneur :   |
| Iouri Pountous |

| Entraîneur :    |
| Sergueï Podpaly |

| Entraîneur :   |
| Iouri Pountous |